# Stanisław Jędrzejczak
Stanisław Jędrzejczak ps. „Rysiek”, „Ryś” (ur. 17 stycznia 1907 w Łodzi, zm. 9 sierpnia 1975 w Warszawie) – działacz komunistyczny.

## Życiorys
Skończył szkołę powszechną w Łodzi i od 1921 był praktykantem i czeladnikiem w prywatnych zakładach szewskich, 1927 ukończył 4 klasy gimnazjum wieczorowego, 1928–1930 odbywał służbę wojskową. 1930–1933 ekspedient w firmie „Handel i Wytwórnia Win Ignatowicz” w Łodzi, później pracownik zakładów szewskich, działacz klasowych związków zawodowych, 1934–1936 sekretarz oddziału szewców, 1937–1939 przewodniczący Komisji Rewizyjnej, 1931–1938 działacz KPP, kolporter i pracownik techniki partyjnej. Podczas kampanii wrześniowej ranny w nogi i 21 września 1939 wzięty do niewoli i osadzony w Stalagu I-A k. Królewca, 1941 zwolniony, po powrocie do Łodzi był robotnikiem w fabryce obuwia, w marcu 1942 aresztowany przez gestapo i osadzony w więzieniu w Radogoszczy, później w Sieradzu, Wronkach, Brandenburgu i Buchenwaldzie, w lipcu 1945 wrócił do kraju.
Od 30 października 1945 członek PPR, skończył Wojewódzką Szkołę Partyjną w Łodzi i od stycznia 1936 do czerwca 1947 był w niej asystentem. Od czerwca 1947 do stycznia 1948 I sekretarz Komitetu Miejskiego (KM) PPR w Zduńskiej Woli, od stycznia 1948 do lutego 1949 I sekretarz Komitetu Powiatowego (KP) PPR/PZPR w Sieradzu, od kwietnia do czerwca 1949 starszy asystent w Wojewódzkiej Szkole PZPR w Pabianicach, od sierpnia 1945 do lipca 1950 I sekretarz Komitetu Fabrycznego PZPR przy Państwowych Zakładach Włókien Sztucznych w Tomaszowie Mazowieckim, od kwietnia do lipca 1950 I sekretarz KM PZPR w Tomaszowie Mazowieckim, 1950–1952 słuchacz 2-letniej Szkoły Partyjnej przy KC PZPR. 1949–1950 członek Komitetu Wojewódzkiego (KW) PZPR w Łodzi, 1947–1949 ławnik Sądu Powiatowego w Zduńskiej Woli, 1948–1949 członek Prezydium Powiatowej Rady Narodowej (PRN) w Sieradzu, w grudniu 1948 był delegatem na Kongres Zjednoczeniowy PZPR z powiatu sieradzkiego. Od października 1952 do maja 1955 kierownik Wydziału Organizacyjnego KW PZPR we Wrocławiu, członek KW i egzekutywy KW we Wrocławiu, od maja 1955 do lutego 1972 pracował w KC PZPR, gdzie był starszym instruktorem kolejno Wydziału Administracyjnego, Organizacyjnego i Rolnego, od 1972 na emeryturze. Odznaczony m.in. Krzyżem Komandorskim Orderu Odrodzenia Polski.